# Warsaw (Virginia)
Warsaw település az Amerikai Egyesült Államok Virginia államában, Richmond megyében, melynek megyeszékhelye is. Lakosainak száma 1637 fő (2020. április 1.).

## Népesség
A település népességének változása:

| 2010 | 1 512 |
| 2020 | 1 637 |